# Bourbince
Bourbince é um rio localizado na França.